# برش (حساء)
البُرش (بالروسية والأُكرانية: Борщ) هي شوربة أُكرانية مكونة بالأساس من الشمندر الأحمر. تعرف شوربة البُرش في كل أنحاء روسيا، إلا أن تاريخها بدأ في أُكرانيا وبيلاروس وفي مناطق روسيا الجنوبية.

## طريقة التحضير

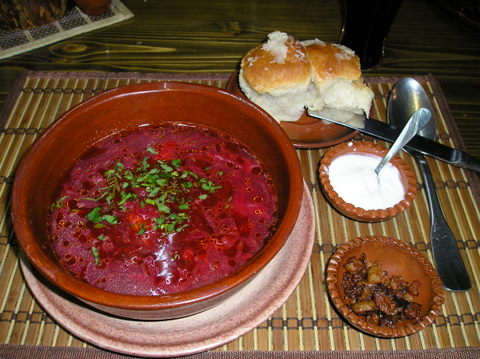
شوربة البُرش مع نوع من الزبادي.

تغسل قطعة اللحم وتوضع في قدر مع إضافة بصلة واحدة على نار هادئة لمدة 3 ساعات. مع الانتباه إلى إزالة الرغوة التي تظهرعلى سطح مرقة اللحم من وقت لآخر. ومن تخرج قطعة اللحمة من المرقة وتقطع إلى قطع صغيرة، وبعدها تعاد قطع اللحم المفروفة إلى المرقة نفسها ويعاد وضع القدرعلى النار مع إضافة البطاطس المقطع. ومن ثم نقوم بتقطيع الشمندر والجزر والبصلة المتبقية إلى قطع صغيرة وتوضع في الزيت بعد تسخينه وتقلب لمدة قليلة ومن ثم تضاف إلى مرقة اللحم. تقطع البندورة بعد أن تزال قشرتها، وتضاف إلى المرقة مع الملفوف والفلفل الرومي المقطع. ويعاد طبخ الخليط من جديد لمدة 20 دقيقة على نار هادئة. وفي النهاية نقوم برش الفلفل الأسود والملح والثوم والبقدونس.
حين يكون الحساء جاهزًا للتقديم يجب التحقق من نكهة التوابل فيه والملح ويضاف اليه قليل من الخل أو عصير الليمون حسب الذوق، تقدم الشوربة إما ساخنة أو باردة.
تضاف إلى الشوربة بعض السميتانة (القشدة الرائبة) مباشرة قبل التقديم أو توضع في اطباق جانبية بحيث يضيف كل فرد حاجته منها إلى طبقه الفردي، وأحيانا تؤكل الشوربة مع الخبز الإفرنجي المثوَّم.